# آل أمعبد سالم (مودية)

تعديل مصدري - تعديل

آل أمعبد سالم هي إحدى قرى عزلة مودية بمديرية مودية التابعة لمحافظة أبين، بلغ تعداد سكانها 32 نسمة حسب تعداد اليمن لعام 2004.